# Franciszek Salezy Lewental
Salomon (Franciszek Salezy) Lewental (ur. 22 lipca 1841 we Włocławku, zm. 23 września 1902 w Wiesbaden) – wydawca i księgarz warszawski. Pochodził z rodziny żydowskiej. Był synem Dawida, filozofa, pisarza i tłumacza, który tłumaczył Talmud na francuski oraz Bajki Krasickiego na hebrajski.

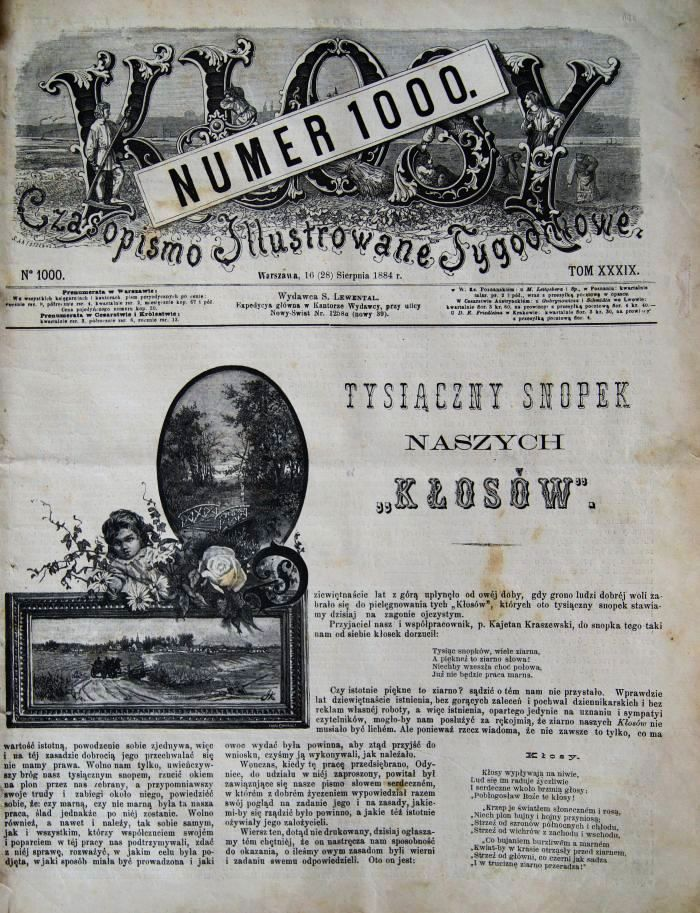
Tysięczny numer „Kłosów”, 1884

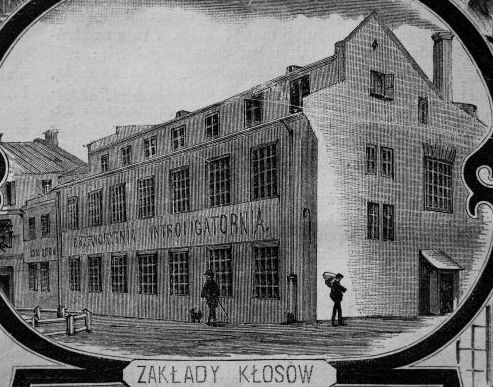
Zakłady „Kłosów”, 1884

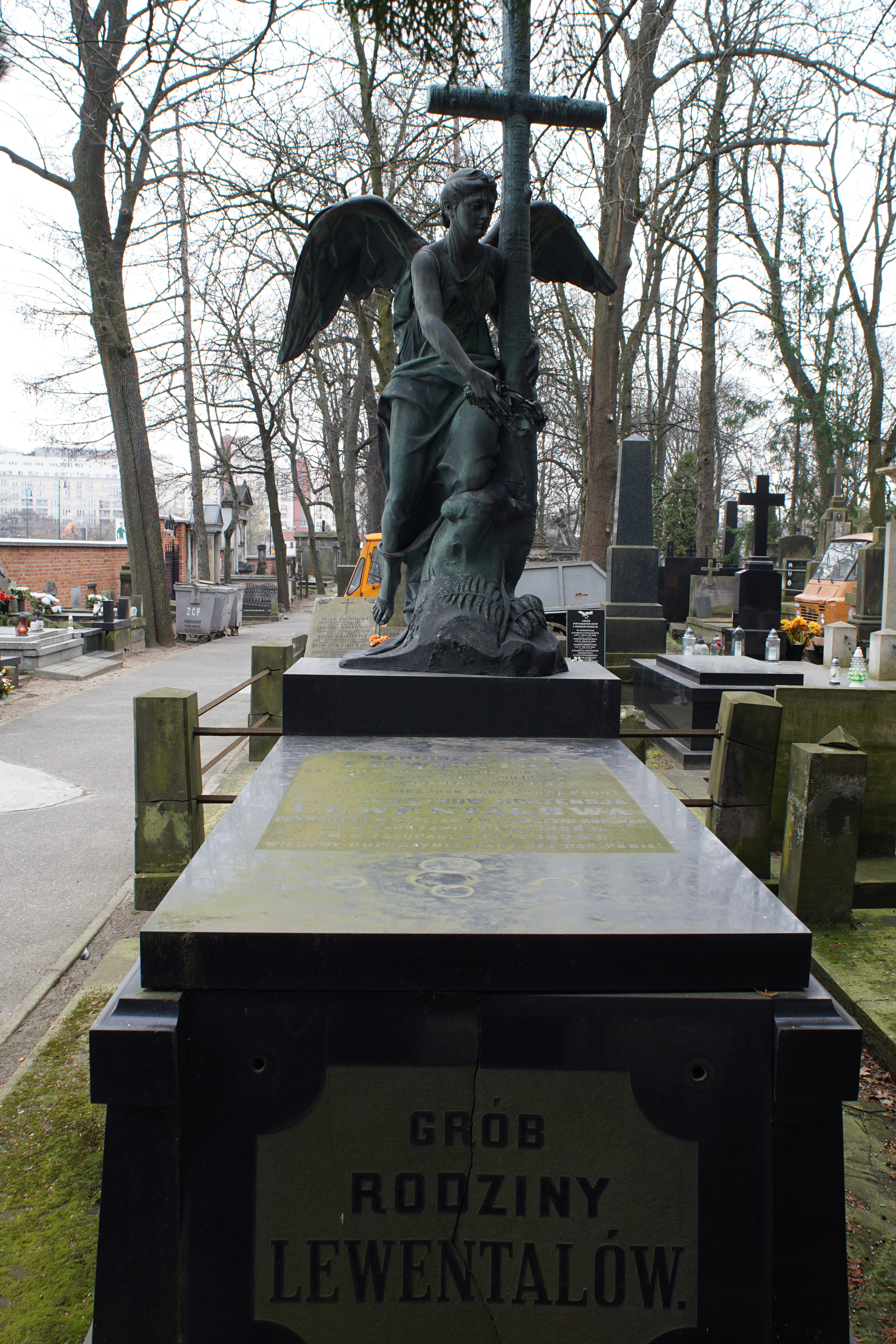
Grób Franciszka Salezego Lewentala na cmentarzu Powązkowskim

Lewental odebrał wykształcenie w warszawskiej szkole rabinów, którą ukończył w 1856 roku i zaczął pracę w wydawnictwie Jana Glücksberga. W 1860 poślubił córkę swego pracodawcy Ernestynę (1831–1877). Po ślubie objął przedsiębiorstwo zmarłego rok wcześniej teścia, zmienił jej nazwę na Księgarnia Nakładowa S. Lewentala i rozpoczął działalność wydawniczą. 
Niewątpliwym sukcesem wydawniczym było publikowanie od 1862 taniego Kalendarza Ludowego, którego nakład liczył 15 tys. egzemplarzy i rozszedł się błyskawicznie.  
W 1865 zaczął wydawać ilustrowany tygodnik „Kłosy”. W 1871 zaczął wydawać „Tygodnik Romansów i Powieści”, a rok później, przy „Kłosach”, książki pisarzy polskich i zagranicznych. Wydał niemal wszystkie dzieła Józefa Korzeniowskiego, Aleksandra Fredry, Władysława Syrokomli, Henryka Rzewuskiego, Teodora Tomasza Jeża, Michała Bałuckiego, a także dziesięciotomowy wybór dzieł Józefa Ignacego Kraszewskiego, 47 tomów Orzeszkowej i wiele innych. Część z nich stała się częścią „Biblioteki Najcelniejszych Utworów Literatury Europejskiej”. Redaktorami „Biblioteki” byli: Piotr Chmielowski i Fryderyk Henryk Lewestam. 
W latach 1884–1887 nakładem Lewentala ukazywało się ilustrowane czasopismo dla kobiet pt. „Świt”. Redagowała je Maria Konopnicka, następnie Waleria Marrené-Morzkowska. Pismo to w odróżnieniu od „Kłosów” miało charakter o wiele bardziej liberalno-demokratyczny. Na jego łamach publikowane były artykuły propagujące idee emancypacji kobiet autorstwa Elizy Orzeszkowej, Pauliny Kuczalskiej-Reinschmidt, Adolfa Dygasińskiego, poruszano problemy kobiet z robotniczych i chłopskich środowisk. Ukazywała się również specjalna seria „Biblioteka Świtu”, w ramach której wychodziły prace poświęcone pracy kobiet. Śmiałe poglądy na temat równouprawnienia kobiet oburzały środowisko konserwatystów, prowokując je do licznych ataków. Ostatecznie pismo upadło z powodów finansowych.
W 1887 roku stał się właścicielem połowy udziałów „Kuriera Warszawskiego”, które kupił od przedsiębiorstwa Gebethner i Wolff. Najciekawszym a zarazem pionierskim wydawnictwem Lewentala był „Album Jana Matejki” (Warszawa 1872) zawierający doskonałe reprodukcje drzeworytnicze. Pod jego szyldem ukazywały się też przekłady z literatury klasycznej (dzieła Homera oraz Sofoklesa) i nowożytnej europejskiej (dzieła Honoriusza Balzaca, George’a Gordona Byrona, Pierre’a Calderona, Johanna Wolfganga Goethego, Michaiła Lermontowa).
Salomon Lewental ofiarował kaucję potrzebną do uwolnienia z więzienia pruskiego Józefa Ignacego Kraszewskiego. Udzielał się również społecznie działając w zarządzie Gminy Starozakonnych w Warszawie oraz będąc kuratorem szpitala żydowskiego. Był również członkiem komitetu Wielkiej synagogi na Tłomackiem, której był również fundatorem (wprowadził do niej język polski).
Po śmierci pierwszej żony ożenił się po raz drugi w 1878 roku z Hortensją Bersohn (1856–1923), córką historyka sztuki i kolekcjonera Mathiasa Bershona, z którą miał syna i cztery córki.
W 1902 roku wraz z żoną przeszedł na katolicyzm, przyjmując w Rzymie chrzest oraz imiona Franciszek Salezy.
Zmarł na atak serca 24 września 1902 roku w Wiesbaden, 29 września 1902 został pochowany na cmentarzu Powązkowskim (kwatera 7-4-1/2).